# حرب تقليدية

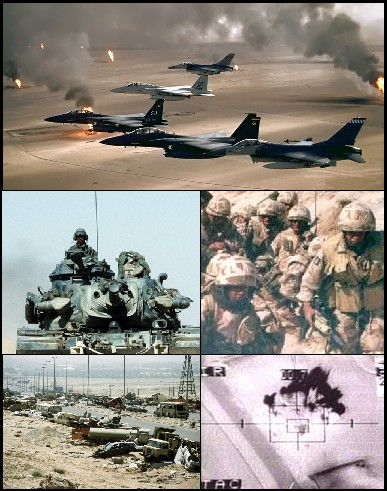

الحرب التقليدية هي شكل من أشكال الحرب تجري باستخدام الأسلحة التقليدية وتكتيكات المعارك بين دولتين أو أكثر في مواجهة مفتوحة. تكون القوى على كل جانب واضحة المعالم، يكون القتال باستخدام الأسلحة التي تستهدف بصورة رئيسية جيش الخصم. تجري هذه الحرب عادةً باستخدام أسلحة تقليدية، لا أسلحة كيمائية أو بيولوجية أو نووية.
الهدف العام من الحرب التقليدية إضعاف أو تدمير جيش الخصم، وبالتالي إلغاء قدرته على الانخراط في حرب تقليدية. ومع ذلك، في الاستسلام القسري، قد يلجأ أحد الطرفين أو كلاهما في نهاية المطاف إلى تكتيكات الحرب غير التقليدية.

## نشأة الحرب التقليدية
تأتي الحرب التقليدية كمرحلـة متطورة عن الحرب البدائية التي كانت تجري في العصور القديمة، نظرا لتطور التحصينات والأسلحة والذخائر والخطط العسكرية التي اجبرت المهاجم على خلق اداة عسكرية فعالة وقادرة على اقتحام هذه التصحينات والقوات، من هنا جاء اصل الجيوش النظامية التي تضم عددا من السكان الذكور المؤهلين بدنيا ونفسيا وعقليا للدخول في خوض المعارك مع العدو بشكل نظامي، تحت أمرة قائد عسكريا مؤهل.

## تطور الحرب التقليدية
تطورت الأسلحة التقليدية بتطور الأسلحة وأساليب القتال، فعندما كانت الجيوش في العصور القديمة تستخدم السيوف والرماح والسهام، كانت الحرب التقليدية تتلخص في مواجهة واحدة، على أثرها يحدد المنتصر والمهزوم.

## فعالية الحرب التقليدية
لقد كان على الجيشين ان يلتقيا في نفس الوقت والمكان، وكان المدافع يستطيع تجنب المواجهة واطالة الوقت مما يسبب الإرهاق للمهاجم والتعب لجنوده، لذلك كانت الحرب التقليدية غير فعالة وغير حاسمة إلا إذا كان المهاجم يمتلك قوة ساحقة يتفوق فيها ماديا ومعنويا على الخصم.

## الحرب التقلدية في القرن العشرين
إن استمرار تزايد القوة النارية خلال القرن العشرين وتضخم الجيوش بسبب التجنيد الإجباري، وقوة الإنتاج الحربي ووجود شبكات المواصلات السريعة، كانت السبب الرئيسي في ازدياد قدرة التشكيلات على القتال والحركة منعزلة، وأصبحت الشبكة التي تنتشر عليها التشكيلات جدارا بشريا يتطلب الحرق والقتل باستمرار، إن امتزاج المعركة مع العمليات أدء إلى اختفى فن العمليات الذي ابتدعه نابليون والمارشال دوساكس ولكن تزايد قدرة القطاعات على الصمود، زاد من صعوبة الحرق وأصبح من الضروري واللازم في الحرب التقليدية، تنفيذ عمليات الالتفاف على الاجنحة، لذلك أصبحت الحرب التقليدية عبارة عن سلسلة من الالتفافات المتعقابة التي تهدف إلى تطويق الخصم وتدميره.

## تشكيل الدولة
كان أفلاطون أول من ناصر فكرة الدولة، ووجدت الدولة بعد ذلك قبولًا أكبر في دمج السلطة في ظل حكم الكنيسة الرومانية الكاثوليكية. نالت المَلكيات الأوروبية بعد ذلك السلطة بعد تجريد الكنيسة من السلطة المؤقتة واستبدالها بالحق الإلهي للملوك. في عام 1648، وقعت القوى الأوروبية صلح وستفاليا الذي أنهى العنف الديني للحكم السياسي البحث والتطلعات السياسية، وشكل ذلك ولادة الدولة الحديثة.
داخل النموذج الدولاني، يُسمح فقط للدولة وممثليها المعينين بالحصول على أسلحة والدخول في الحرب. في الحقيقة، كانت الحرب معروفةً بأنها صراع بين الدول ذات السيادة. عزز الملوك من هذه الفكرة وأعطوها قوة القانون. في السابق كان أي نبيل يستطيع إشعال الحرب، دمجت الملكيات الأوروبية تحت الحاجة القوة العسكرية استجابةً للحرب النابليونية.

## نموذج كلاوسفيتز
كانت بروسيا دولةً تسعى لتكديس القوة العسكرية. كتب كارل فون كلاوسفيتز، أحد الضباط البروسيين، كتاب «عن الحرب»، وهو عمل متجذر فقط في عالم الدولة. لم تُعتبر كل الصراعات داخل الدولة، مثل التمرد، حروبًا من حيث المعنى النظري، لم يستخدم كلاوسفيتز مصطلح الحرب للصراعات قبل نشوء فكرة الدولة. ومع ذلك، في أواخر حياته رفع كلاوسفيتز الوعي بشكل متزايد حول الممثلين العسكريين غير التابعين للدولة. كُشف عن هذا في صياغته لمفهوم المسلحين والذين أشار إلى أنهم يظهرون من ذات المصادر السياسية والاجتماعية للحرب التقليدية بين الدول.
مُيزت الممارسات، مثل الغارات والثأر الدموي، على أنها نشاطات إجرامية وجُردت من شرعيتها. عكس هذا النموذج الحربي رؤية أغلبية العالم المتحضر في بداية القرن الواحد والعشرين، وأكدتها اختبارات الجيوش التقليدية في ذلك الوقت؛ جيوش كبيرة وذات صيانة عالية ومتقدمة تكنولوجيًا مصممة لمقارعة الجيوش المشابهة.
أحال كلاوسفيتز أيضًا قضية ذريعة الحرب. في حين كانت الحروب السابقة تجري لأسباب اجتماعية أو دينية أو حتى ثقافية، قال كلاوسفيتز إن الحرب هي مجرد استمرار للسياسة بوسائل أخرى؛ حساب عقلاني تقاتل فيه الدول من أجل مصالحها (سواء أكانت اقتصادية أم متعلقة بالأمن أو غير ذلك) بمجرد انهيار الخطاب العادي.

## الانتشار
جرت أغلبية الحروب الحديثة باستخدام أساليب حربية تقليدية. لم يجري تأكيد استخدام أي دولة لحرب بيولوجية منذ عام 1945، ولم تُستخدم الحرب الكيميائية إلا مرات قليلة (أحدث مواجهة معروفة استُخدم فيها الحرب الكيميائية كانت في الحرب الأهلية السورية). استًخدم الحرب النووية مرةً واحدة عندما قصفت الولايات المتحدة المدينتين اليابانية هيروشيما وناغازاكي في أغسطس عام 1945.

## الانحسار
بلغت مبادئ الدولة وكلاوسفيتز ذروتها في الحربين العالميتين في القرن العشرين، لكن تلك الحروب أرست أيضًا الأساس لانحسار تلك المبادئ بسبب الانتشار النووي ومظاهر الصراع المُصطف ثقافيًا. كانت القنبلة النووية نتيجة لإتقان الدولة سعيها للإطاحة بالدولة المنافسة. يبدو أن هذا التطور دفع الصراع التقليدي الذي تخوضه الدولة إلى الهامش. إذا كان هناك جيشان تقليديان يتقاتلان، فإن الخاسر كان سيتدارك خسارته من خلال ترسانته النووية.

## الاستبدال
مع اختراع الأسلحة النووية، يحمل مفهوم الحرب الشاملة إمكانية الإبادة العالمية، وعلى هذا النحو فإن النزاعات منذ الحرب العالمية الثانية كانت بحكم التعريف صراعات منخفضة الشدة، وعادةً ما كانت بشكل حروب بالوكالة تخوضها داخل حدود إقليمية محلية، باستخدام ما يشار إليه الآن باسم الأسلحة التقليدية، مقترنةً عادةً باستخدام تكتيكات الحرب غير المتكافئة والاستخدام التطبيقي للاستخبارات.
افترض صامويل هنتنغتون أن العالم في أوائل القرن الحادي والعشرين موجود كنظام من تسع حضارات متميزة، بدلًا من العديد من الدول ذات السيادة. تُحدد هذه الحضارات وفقًا للخطوط الثقافية (على سبيل المثال، الغربية والإسلامية والسنية والهندوسية والبوذية وغيرها). بهذه الطريقة، فالثقافات التي سيطر عليها الغرب منذ فترة طويلة تعيد تأكيد ذاتها وتتطلع إلى تحدي الوضع الراهن. وهكذا، حلت الثقافة محل الدولة كموضع للحرب. يحدث هذا النوع من الحرب الحضارية، في عصرنا كما في الماضي الطويل، عندما تلتقي هذه الثقافات مع بعضها. هناك بعض الأمثلة البارزة مثل الصراع بين باكستان والهند أو المعارك في السودان. حدد هذا النوع من الحرب المجال منذ الحرب العالمية الثانية.
لا تتصارع هذه القوى الثقافية مع الجيوش التابعة للدول بالطريقة التقليدية. عندما تواجه كتائب من الدبابات والطائرات والقذائف، يضمحل الخصم الثقافي ضمن السكان. تستفيد هذه القوى من الدول المقيدة إقليميًا، وتستطيع الانتقال بحرية من بلد إلى آخر، بينما يجب على الدول التفاوض مع دول أخرى ذات سيادة. تُعد شبكات التجسس التابعة للدولة مقيدةً جدًا بسبب هذا التنقل الذي لا تقيده حدود الدولة.